# Susan Blackmore
 (avril 2013).
Pour les articles homonymes, voir Blackmore.
Susan Jane Blackmore, née le 29 juillet 1951 à Londres, est une parapsychologue, écrivaine, conférencière et animatrice d'émission britannique. Elle est surtout connue pour son livre, The Meme Machine (traduction française : La Théorie des mèmes). Elle est membre du Committee for Skeptical Inquiry, qui est une des organisations les plus importantes du mouvement sceptique contemporain. 

## Carrière
Susan Blackmore fait ses études au St Hilda's College d'Oxford ; en 1973 elle obtient un diplôme (BA) en physiologie et en psychologie. Elle obtient un master en psychologie environnementale à l'université de Surrey en 1974. En 1980, elle obtient son doctorat en parapsychologie dans la même université ; sa thèse s'intitule La Perception extrasensorielle comme processus cognitif (Extrasensory Perception as Cognitive Process). Elle finit par abandonner les recherches en parapsychologie, devenue sceptique quant à l'existence du Psi, pour se consacrer au débat sur la nature de la conscience. Dans son article Why I have given up, Susan Blackmore explique pourquoi elle a quitté le domaine de la recherche en parapsychologie.
En plus de ses travaux de vulgarisation célèbres sur les mèmes, Blackmore a abordé des sujets plus larges, tels que la théorie de l'évolution, la nature de la conscience, et le paranormal.
Ses apparitions à la télévision britannique sont nombreuses, notamment dans le cadre d'émissions portant sur les phénomènes paranormaux tels que les fantômes, la perception extrasensorielle, et les expériences de « sortie du corps » (voyage astral), jouant souvent (selon ses propres termes) le rôle peu enviable du « sceptique de service » ; elle a également animé une émission portant sur les « abductions » extra-terrestres. Une autre de ses émissions a abordé la question de l'intelligence des singes. 
Elle fut membre du comité éditorial de la revue en ligne Journal of Memetics de 1997 à 2001. Depuis 1998, elle est conseiller éditorial pour la revue Skeptical Inquirer.
Son dernier ouvrage, Consciousness: An Introduction (2004), est un manuel de synthèse dans lequel sont évoqués, entre autres, les principaux débats contemporains sur la conscience en philosophie de l'esprit : le problème corps-esprit, le hard problem (problème difficile) de la conscience (problème exposé par David Chalmers en 1996 dans The Conscious Mind), les sciences cognitives, et l'intelligence artificielle.
Sur le phénomène ovni, elle considère que les enlèvements par les extraterrestres s'expliquent le plus souvent par un épisode de paralysie du sommeil.

## Mémétique
Susan Blackmore est connue pour ses contributions au domaine de la mémétique, destinées avant tout au grand public. Ses travaux relèvent plus des sciences humaines que de la psychologie ou des neurosciences. Le terme de mème fut introduit par Richard Dawkins en 1976 dans son livre Le Gène égoïste (The Selfish Gene) ; bien que ce concept ait été très largement utilisé depuis, il est généralement mal défini et mal compris. Le livre de Blackmore, The Meme Machine, est sans doute actuellement l'introduction la plus approfondie au domaine de la mémétique. 
Blackmore présente les mèmes comme d'authentiques réplicateurs, des « réplicateurs seconds » qui, comme les gènes, sont soumis à l'algorithme darwinien et sous-tendent les changements évolutionnaires. Ses prédictions, qui reposent sur l'hypothèse du rôle central de l'imitation dans la réplication culturelle, et sur la nécessité de l'infrastructure neuronale (propre à notre espèce) pour la réalisation de ce processus, ont été partiellement confirmées par des études portant sur le neurone miroir, qui ont montré des différences dans l'importance de ces structures entre l'Homme et les singes qui lui sont le plus apparentés. 
Ces travaux en mémétique insistent sur le rôle que jouent les mécanismes darwiniens dans l'évolution culturelle, et ont contribué au développement du darwinisme universel.

### En anglais
- (en) Beyond the Body : An Investigation of Out-Of-The-Body Experiences, Academy Chicago Publishers, 1983.
- (en) In Search of the Light : The Adventures of a Parapsychologist, Prometheus Books, 1987.
- (en) Dying to Live : Near-Death Experiences, Prometheus Books, 1993, 291 p. (ISBN 0-87975-870-8).
- (en) Test Your Psychic Powers, Thorsons Publishing, 1995.
- (en) The Meme Machine, Oxford, Oxford University Press, 2000, 264 p. (ISBN 0-19-286212-X, lire en ligne).
- (en) Consciousness : An Introduction, Oxford University Press, 2003 (ISBN 0-19-515342-1 et 0-19-515343-X).
- (en) Consciousness : A Very Short Introduction, Oxford University Press, 2005, 146 p. (ISBN 0-19-280585-1, lire en ligne).
- (en) Conversations on Consciousness, Oxford University Press, 2005, 288 p. (ISBN 978-0-19-160486-7, lire en ligne).
- (en) Ten Zen Questions, Oneworld Publications, 2009 (ISBN 978-1-85168-642-1).

### Ouvrage traduit en français
- La Théorie des mèmes : Pourquoi nous nous imitons les uns les autres [« The Meme Machine »], Max Milo Editions, 2005, 415 p. (ISBN 978-2-914388-77-1).